# ウィルヘルムの叫び
ウィルヘルムの叫び（ウィルヘルムのさけび、英: Wilhelm scream）とは、映画などの作品で用いられる音響素材。

## 概要
ウィルヘルムの叫びは『スター・ウォーズ』をはじめとする多くのヒット映画や、テレビゲーム・テレビ番組などで使用されたことにより有名となった。
誰かが、矢で刺される、爆発に巻き込まれる、転落するなどして死亡する際にしばしば用いられる。2008年時点で217本の映画で使用されているとされ、映画界におけるお約束となっている。
名称の由来は、1953年の西部劇映画『フェザー河の襲撃』の登場人物で、矢で射られるウィルヘルム二等兵にちなんでいる。その際に使われたのがこの素材の2回目の使用で、ワーナー・ブラザースの音響保管ライブラリーから使用された最初の例と考えられている。
この叫び声の主については、「パープル・ピープル・イーター」などで知られる、歌手、俳優のシェブ・ウーリー（Sheb Wooley）だとされている。

## 歴史

### 誕生
元々は、1951年の映画『遠い太鼓』のために収録された音響素材のなかのひとつとして生まれた。エバーグレーズの沼地を兵士たちが通り、そのうちの1人がアリゲーターに噛まれて水中に引きずり込まれるシーンに使用されている。このシーンの叫び声は後から個別に収録されたもので、軽い痛みを与えた5つの悲鳴を掛け合わせたものである。このシーンの為に収録された悲鳴のうち4番・5番・6番は、このシーンの前の3人のインディアンが砦で撃たれる場面で使用されている。

### 復活
ウィルヘルムの叫びは、音響監督のベン・バートによって復活した。元音源を発見した彼が、1977年公開の『スター・ウォーズ』に組み込んだのである。
劇中で主人公のルーク・スカイウォーカーが、デス・スターの中で銃撃戦になったストームトルーパーを撃ち落としたシーンで使用されている。なお、バートは「ウィルヘルムの叫び」と名付けた張本人でもある。その後10年間、バートはジョージ・ルーカス、スティーヴン・スピルバーグらの作品等、彼の関わった多くの作品にウィルヘルムの叫びを組み込んだ（『インディ・ジョーンズ シリーズ』の全ての作品でウィルヘルムの叫びが使用されている）。これにより、他のサウンドデザイナーの間でもウィルヘルムの叫びはメジャーなものになった。 
その後、ウィルヘルムの叫びは映画にとどまらず、様々なテレビドラマや2010年に発売された『レッド・デッド・リデンプション』をはじめとするテレビゲーム等にも使用されてきた。

### オリジナル録音テープの再発見
この効果音のオリジナル録音テープは長い間行方不明とされてきた。Mitch Costenという音響編集者がこのオリジナル録音テープを保管しており、彼のオフィスで何年も見つかることなくほこりを被っていた。それを引き継いだ南カリフォルニア大学のアーカイブからテープの入った箱を渡された、カルフォルニア芸術大学の研究者Craig Smithにより、ウィルヘルムの悲鳴のオリジナル録音テープが発見されたと、CBS Morningsが報じた。